# NGC 1211
NGC 1211 este o galaxie lenticulară situată în constelația Balena. A fost descoperită în 31 octombrie 1867 de către Édouard Stephan⁠(d). Se află la o distanță de 28,71 de megaparseci de Pământ.